# Patofville
Patofville est une série télévisée québécoise pour enfants enregistrée en public, diffusée du 11 juin 1973 au 27 août 1976 sur le réseau TVA. Patofville a rencontré immédiatement un immense succès et a duré 3 saisons. La série a permis aux Entreprises Patof de continuer à mettre sur le marché d'innombrables produits dérivés à l'effigie du clown Patof.

## Synopsis

### Patofville
À l'été 1973, face au succès phénoménal du personnage de Patof créé un an plus tôt dans la série télévisée Le cirque du Capitaine (animée par Michel Noël), Jacques Desrosiers se voit confier l'animation de Patofville. Gilbert Chénier, qui a déjà collaboré avec Desrosiers, se voit confier l'écriture des textes.
Dans cette émission, Patof incarne le maire du village et réside dans une immense bottine. Gilbert Chénier endosse le rôle de Polpon, le chef de la police et des pompiers (d'où son nom), et habite une théière géante en raison de son amour pour le thé (dans l'émission!). Roger Giguère, en plus d'animer la marionnette Boulik, fidèle chien de Patof, incarne le Général Itof, un espion russe chargé de ramener Patof en Russie.
Ce lieu enchanteur où l'école a trouvé refuge dans un super-livre, où les arbres arborent des visages et où la fontaine publique ressemble à un presse-jus, accueillera toutes sortes de situations typiques d'un village... Au fil des émissions, de nouveaux personnages se joignent à l'équipe, tels que Madeleine Arbour, qui bricole avec les enfants, ainsi que le grand chef Amikwan (Clovis Dumont), qui partage avec eux des légendes amérindiennes.
Parmi les invités réguliers, on compte également Jacques Nantel qui propose aux enfants une diversité d'activités ludiques et créatives mettant en avant les possibilités offertes par le papier. Quant à Jacques Lebrun, il s'occupe d'expliquer certains phénomènes scientifiques et d'initier les enfants à l'utilisation du système métrique.
Gilbert Chénier, alias Polpon, qui est chargé d'écrire les textes des émissions est également l'auteur de nombreuses chansons telles que : Patofville, Quand Patof pleure, Bienvenue dans ma bottine, Patofleur, Gregor, La gigue des Patofvillois, Le roi des espions, Je suis bon malgré tout, Policier bonbon et Une vie de chien.
Patof travaille sans relâche, et en parallèle de la troisième saison de Patofville, qui débute en 1975, on lui confie une seconde émission diffusée les weekends, intitulée Patof raconte. Malheureusement, un drame vient assombrir le tableau. Lors d'un enregistrement de Patof raconte le 14 septembre 1975, Gilbert Chénier est victime d'un malaise et est emmené à l'hôpital où on lui diagnostique une hépatite aiguë. Six jours plus tard, le 20 septembre, Gilbert Chénier décède à l'âge de 39 ans. Il s'agit d'une perte immense pour Jacques Desrosiers, mais également d'un coup dur qui ralentit considérablement l'élan de Patof...

### La gare de Patofville
Claude Leclerc, qui collaborait avec Gilbert Chénier en tant que recherchiste sur l'émission, est promu au poste de scripteur et le décor est revu. Le 24 novembre 1975, la nouvelle version de « Patofville » est diffusée, avec de nouveaux personnages. Patof est entouré du chef de gare Monsieur Tut-Tut (Denis Drouin), de l'Oncle Tom (« Magic » Tom Auburn) et de Fafouin (Roger Giguère), le souffre-douleur de Patof.
Bien que la magie et la féerie originales de Patofville ne soient plus présentes, la nouvelle version connaît néanmoins un certain succès. Cependant, Télé-Métropole souhaite obtenir les droits sur le personnage de Patof. Bien que le clown dépasse largement le cadre de la télévision, il reste jusqu'à présent la propriété exclusive de son interprète...
Après de nombreuses discussions et négociations, un accord presque amical est conclu : Jacques Desrosiers cède ses droits en échange d'un contrat d'émissions de deux ans fermes. Patofville devient ainsi Patof voyage. Il va sans dire qu'après l'expérience de Patof, un bureau des droits dérivés est créé à TVA...

### Éléments du décor de l'émission
- La bottine de Patof
- La théière de Polpon
- La citrouille du Général Itof
- Le château de cartes et de blocs de bois
- Le téléphone géant
- Le poste de radio « nez de Patof »
- La Patatomobile
- La voiturette préhistorique
- La fontaine presse-jus
- L'école Super-livre
- Le totem d'Amikwan
- La locomotive et un wagon du train
- L'intérieur de la gare de Patofville
- De gros champignons à pois colorés
- Des pierres de toute taille
- Des arbustes en boule dont le tronc est fait de canne en bonbon
- Des arbres avec un visage
- Des bûches de bois pour s'asseoir

## Fiche technique
- Titre : Patofville
- Réalisation : René Gilbert, Michel Vincent
- Scénario : Gilbert Chénier (saisons 1973-1975)
- Recherche : Claude Leclerc (saison 1975-1976)
- Générique : Patofville interprétée par Jacques Desrosiers et parue sur l'album Patofville – Patof chante pour toi
- Production : Télé-Métropole
- Durée : ? x 30 minutes
- Dates de diffusion :  Québec 11 juin 1973 - 27 août 1976

## Distribution

### Saisons 1973-1974, 1974-1975 et automne 1975
- Madeleine Arbour : Madeleine (arts plastiques)
- Gilbert Chénier : Monsieur Polpon
- Jacques Desrosiers : Patof
- Mario Duchesne : Monsieur Flûte (musique classique)
- Clovis Dumont : Amikwan (les origines et les habitudes des amérindiens)
- Edgar Fruitier : Monsieur de la Gamme (musique classique)
- Roger Giguère : Itof, Boulik, Voix de Mlle Saugrenu
- Pierre Hébert : vétérinaire
- Jacques Lebrun : Monsieur Qui (science)
- Jacques Nantel : Bricolage avec du carton

### Saison 1975-1976 (à partir du 24 nov. 1975)
- « Magic » Tom Auburn : L'oncle Tom
- Jacques Desrosiers : Patof
- Denis Drouin : Monsieur Tut-Tut, Grand-père Coûte que coûte
- Roger Giguère : Fafouin, Midas
- Éric Mérinat : Bricoleur
- Claude Nichols : Le pompier M. Cloclo
- Docteur Pierre : Vétérinaire

## Discographie

### Albums
| Année | Album                              | Étiquette | Classement | Notes                      |
| ----- | ---------------------------------- | --------- | ---------- | -------------------------- |
| 1973  | Patofville – Patof chante pour toi | Campus    | Top 50     |                            |
| 1974  | Bienvenue dans ma bottine          | Campus    | Top 50     |                            |
| 1974  | Itof et la ville souterraine       | Campus    | —          | Album d'Itof               |
| 1974  | Polpon – Opération bonbon          | Campus    | —          | Album de Polpon            |
| 1974  | Amikwan – Koi koi ayaho            | Campus    | Top 50     | Album d'Amikwan            |
| 1974  | L'histoire de Boulik               | Campus    | —          | Album de Boulik            |
| 1975  | Bricolons avec Madeleine           | Campus    | —          | Album de Madeleine         |
| 1975  | Itof – Dans ma citrouille          | Campus    | —          | Album d'Itof               |
| 1975  | Gilbert Chénier – Polpon           | Campus    | —          | Album de Polpon            |
| 1975  | Noël Noël Noël avec Patof          | Campus    | —          |                            |
| 1976  | Gare... à Patof                    | Campus    | —          |                            |
| 1976  | Tut-Tut / Fafouin                  | Campus    | —          | Album de Tut-Tut & Fafouin |

### Simples
| Année | Simple                                                                | Étiquette | Classement | Notes               |
| ----- | --------------------------------------------------------------------- | --------- | ---------- | ------------------- |
| 1973  | Patofville – L'éléphant Tic-Tac                                       | Campus    | N°15 —     |                     |
| 1973  | L'éléphant Tic-Tac (version mono) – L'éléphant Tic-Tac (version mono) | Campus    | —          | Promo hors-commerce |
| 1973  | Bonjour les enfants – La plus belle poupée du monde                   | Campus    | N°15 —     |                     |
| 1974  | Bienvenue dans ma bottine – Goodbye, au revoir, dasvidanie!           | Campus    | N°31 —     |                     |
| 1974  | Le roi des espions – Je suis bon malgré tout                          | Campus    | —          | Simple d'Itof       |
| 1974  | Policier bonbon – Prudence                                            | Campus    | —          | Simple de Polpon    |
| 1974  | Une vie de chien – Je n'aime pas les chats                            | Campus    | —          | Simple de Boulik    |

### Compilations
| Année | Album                                                                                    | Étiquette   | Classement | Notes |
| ----- | ---------------------------------------------------------------------------------------- | ----------- | ---------- | ----- |
| 1974  | Patof le roi des clowns                                                                  | Pantin      | Top 50     |       |
| 1975  | 22 grands succès de Patof                                                                | Trans-World | —          |       |
| 1976  | Patofville – Patof et ses amis                                                           | TeeVee      | —          |       |
| 2014  | L'intégrale de trois albums – Patof chante Noël/Patof chez les esquimaux/Patof en Russie | Spectrum    | —          |       |

Voir les discographies de Jacques Desrosiers, Gilbert Chénier et Roger Giguère.

## Bandes dessinées
- 1973 Patof découvre un ovni, Éditions Mirabel (Bande dessinée; texte : Gilbert Chénier; dessins : Georges Boka)[2]
- 1974 Patof en Chine, Éditions Mirabel (Bande dessinée; texte : Gilbert Chénier; dessins : Georges Boka; réédition 1974)[3],[4]
- 1976 Patof chez les dinosaures, Éditions Mirabel (Bande dessinée; texte et dessins : François Ladouceur)[5]